# Блаца (Сърбия)
Блаца (на сръбски: Блаца) е село в Сърбия, разположено в община Тутин, Рашки окръг. Намира се на 754 метра надморска височина. Населението му според преброяването през 2011 г. е 8 души. При преброяването на населението през 2002 г. има 33 жители, от тях 33 (100,00 %) бошняци.

## Население
Численост на населението според преброяванията през годините:
- 1948 – 148 души
- 1953 – 87 души
- 1961 – 71 души
- 1971 – 77 души
- 1981 – 87 души
- 1991 – 75 души
- 2002 – 33 души
- 2011 – 8 души